# スズカボタン
スズカボタン（学名：Chrysosplenium suzukaense）は、ユキノシタ科ネコノメソウ属の多年草。
これまで、鈴鹿山脈において、「C. sp. ネコノメソウ属の一種」「ホクリクネコノメ系でおしべが４本の集団」「仮（スズカボタン）」は知られていたが、正式な発表はなかった。2018年に若林三千男、高橋弘および富田昇によって新種記載された。

## 特徴
根出葉は小さく、数対の葉でロゼットを形成し、開花時期にも残存し、花後に枯れる。無柄か短い葉柄があり、葉身は円形または倒卵状楕円形で、長さ10-32mm、幅10-30mmになる。花後、いくつかの花茎と匐枝は、根出葉の腋から、そしてしばしば茎葉の腋から成長する。匐枝は横に伸長し、先端に2-3対の大きな葉でロゼットを形成する。ロゼット葉は円形または扇状円形で、短い葉柄があるか無柄で、表面は緑色で葉脈に沿って白斑があり、裏面は緑白色、縁には4-7対の内曲する鈍鋸歯があり、花後に長さ10-16mm、幅10-17mmになる。花茎は花時に高さ3-9cm、果期には高さ6-15cmになり、2個または数個の茎葉を対生するが、しばしば下部の茎葉は花後には枯れている。茎葉には長い葉柄があり、葉身は卵形から楕円形、基部はくさび形で、長さ4-18mm、幅4-12mm、縁に4-7対の内曲する鈍鋸歯がある。苞葉は花序を取り囲み、卵形から楕円形で、縁に鋸歯があり、鮮黄色または緑黄色になる。
花期は3月下旬から4月上旬。花の直径は1.8-2.5mm。萼裂片は4個で、卵形または三角形で、花時に直立または斜開し、先は鈍形、長さ1.2-1.3mm、茶色がかった灰色または灰色で微細な紫色の斑点がある。雄蕊は4個あり、長さ1.7-2.6mmで、萼片に対生し、萼片を突き出る。花糸は開花時の葯の1.8-2.8倍の長さになる。裂開直前の葯は暗赤色で、長さは0.6-0.8mm。子房は下位から半下位で、花柱は2個あり、細く、萼片を突き出る。果実は蒴果で2個の心皮はわずかに大きさが異なり、長く突き出て斜上する。種子は楕円体で長さ0.6-0.8mm、約12個の隆条に小突起が並び、突起は半球形または円柱形で長さ9-38µm。染色体数は2n=22。

## 分布と生育環境
日本固有種。本州の中部地方の岐阜県、三重県および滋賀県の養老山地および鈴鹿山脈北部に分布し、石灰岩地のやや湿った日陰地に生育する。

## 名前の由来
和名スズカボタンおよび種小名（種形容語）suzukaense は、分布地の鈴鹿山脈から。

## ギャラリー

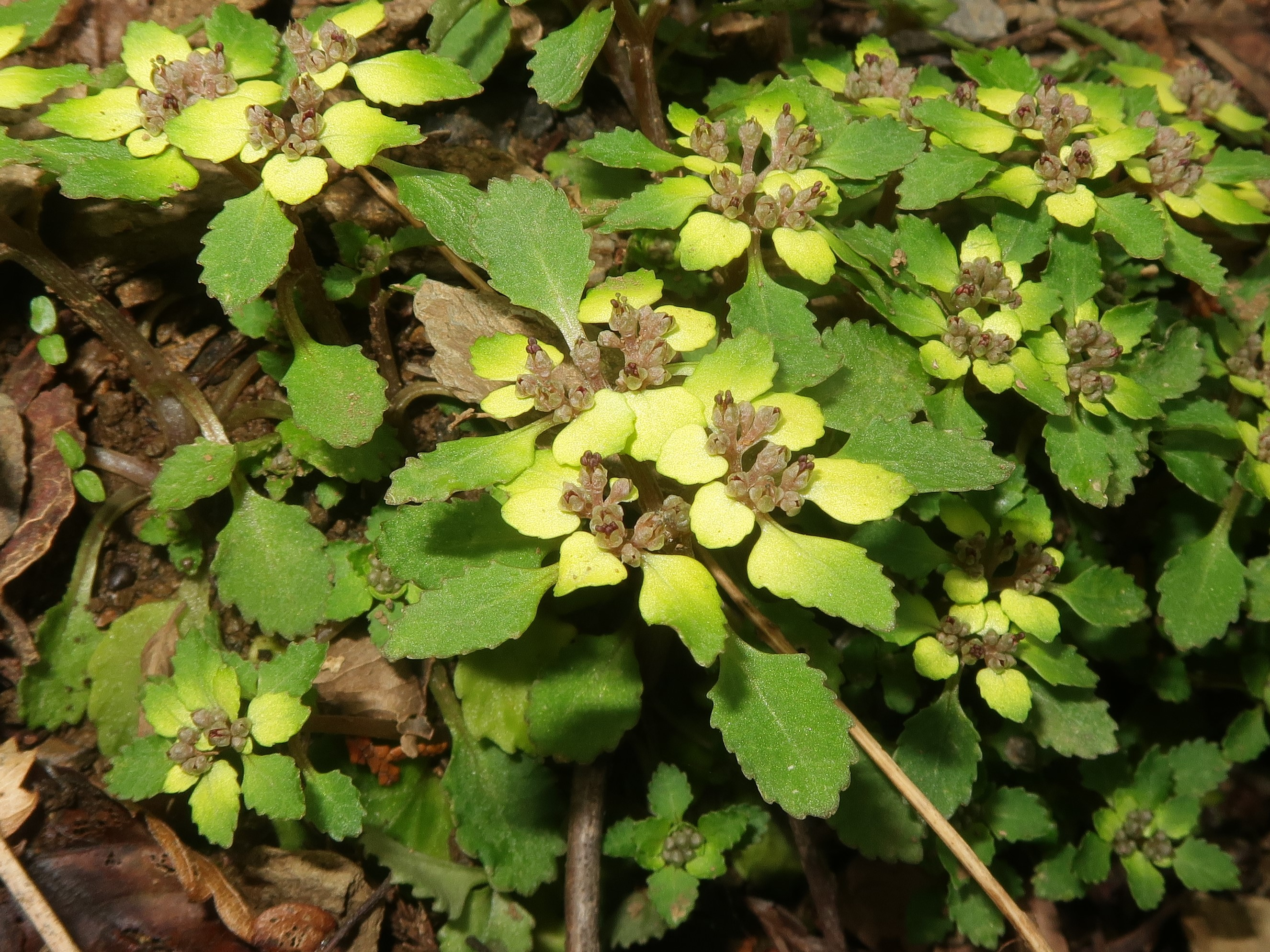
苞葉は卵形から楕円形で、縁に鋸歯があり、鮮黄色または緑黄色になる。
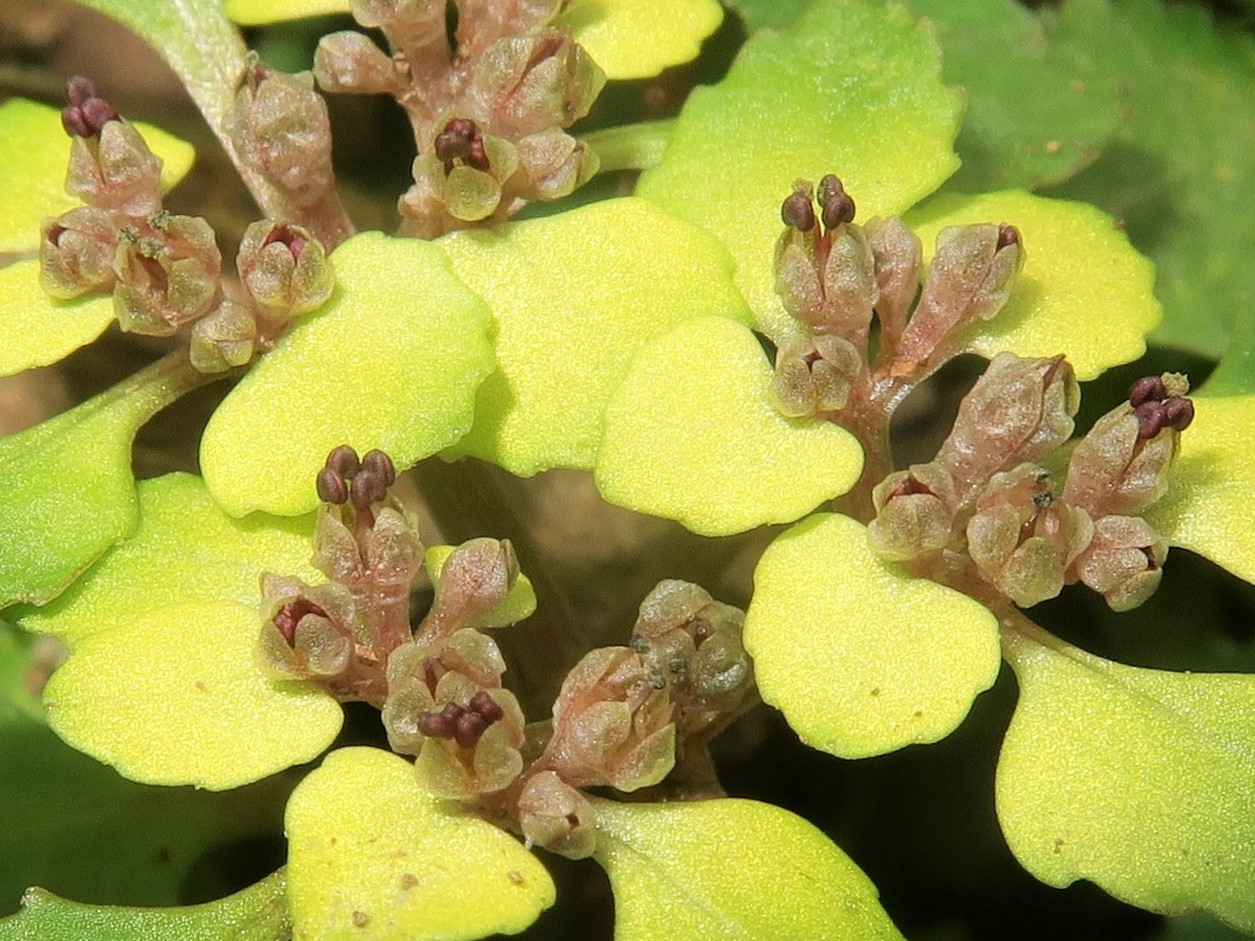
萼裂片は卵形または三角形で、花時に直立または斜開し、先は鈍形、茶色がかった灰色で微細な紫色の斑点がある。雄蕊は4個で、萼片を突き出る。裂開直前の葯は暗赤色。
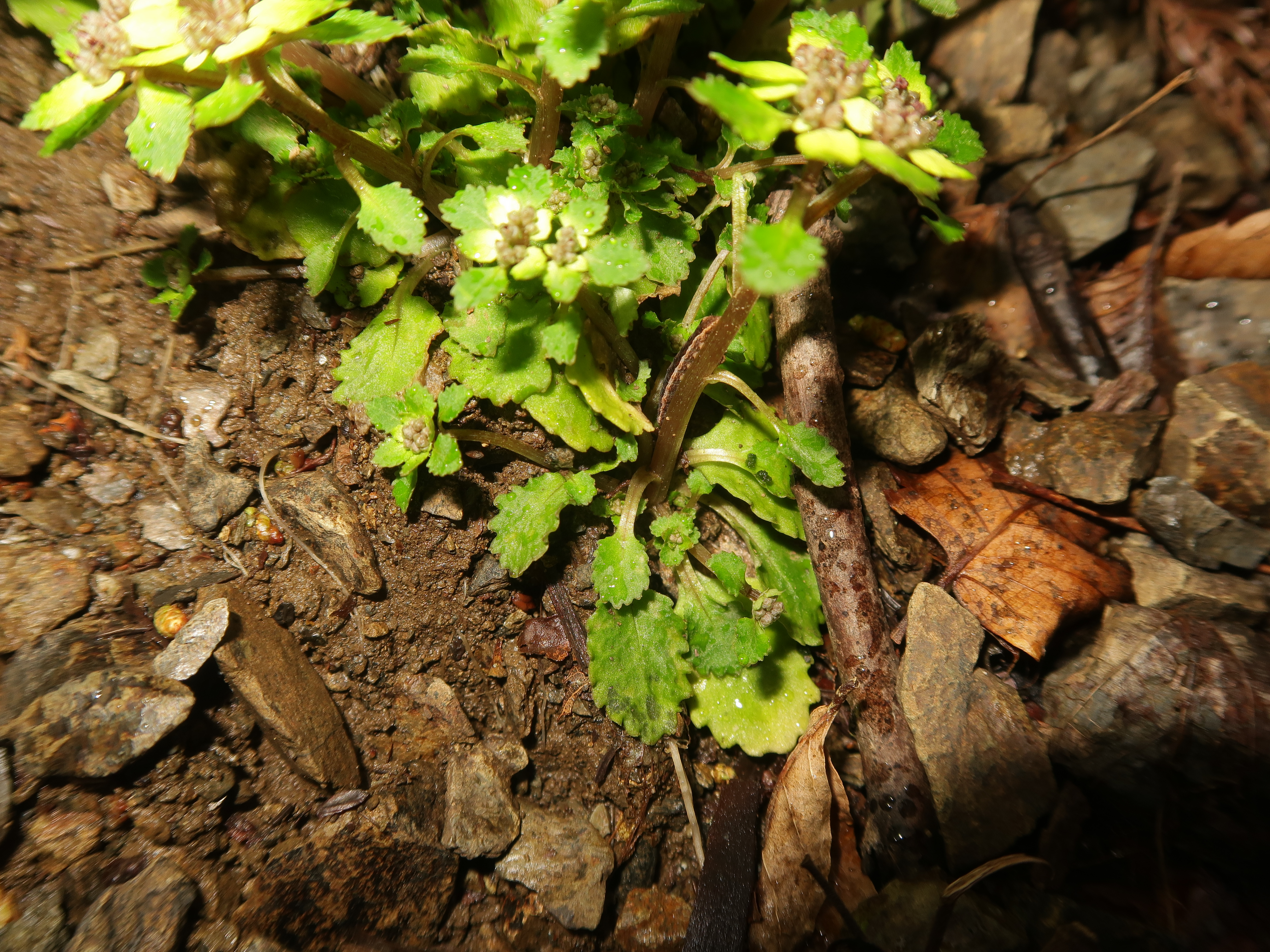
根出葉はロゼットを形成し、開花時期にも残存する。
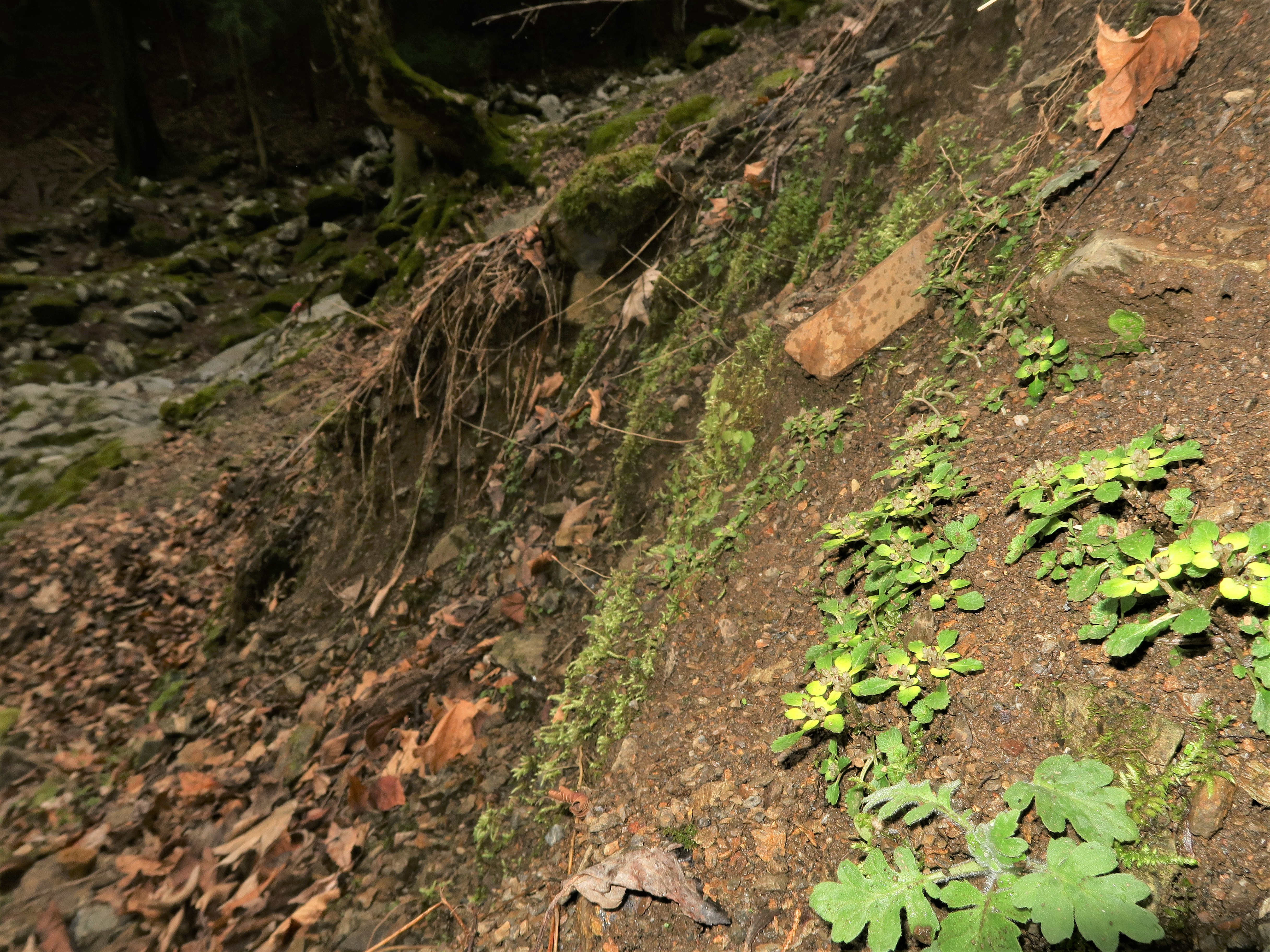
沢本流からやや離れたやや湿った斜面に生育している。写真の左奥が石灰岩が露出した沢本流。

## 分類
日本産のネコノメソウ属のうち、ホクリクネコノメ、ボタンネコノメソウ、 ヒダボタンの3種は、ホクリクネコノメ群に分類され、主に日本海側地域に分布し、他のネコノメソウ属の種と比べると花や植物体が大きく、花後もロゼット状の根出葉が枯れずに残る。本種は、ホクリクネコノメ群に類似し、雄蕊が萼片を突き出るという点においては、ホクリクネコノメによく似る。しかし、雄蕊が常に4個である点においては、ホクリクネコノメ群とはあきらかに異なり、花や植物体も小さい。本種が分布する養老山地と鈴鹿山脈北部は、位置的には太平洋側に近いが、冬は雪が多く、日本海側に似た気候となる。ホクリクネコノメ群と本種の、花後もロゼット状の根出葉が枯れずに残るという特徴は、多雪地帯である日本海側気候の環境に適応した形質と考えられている。

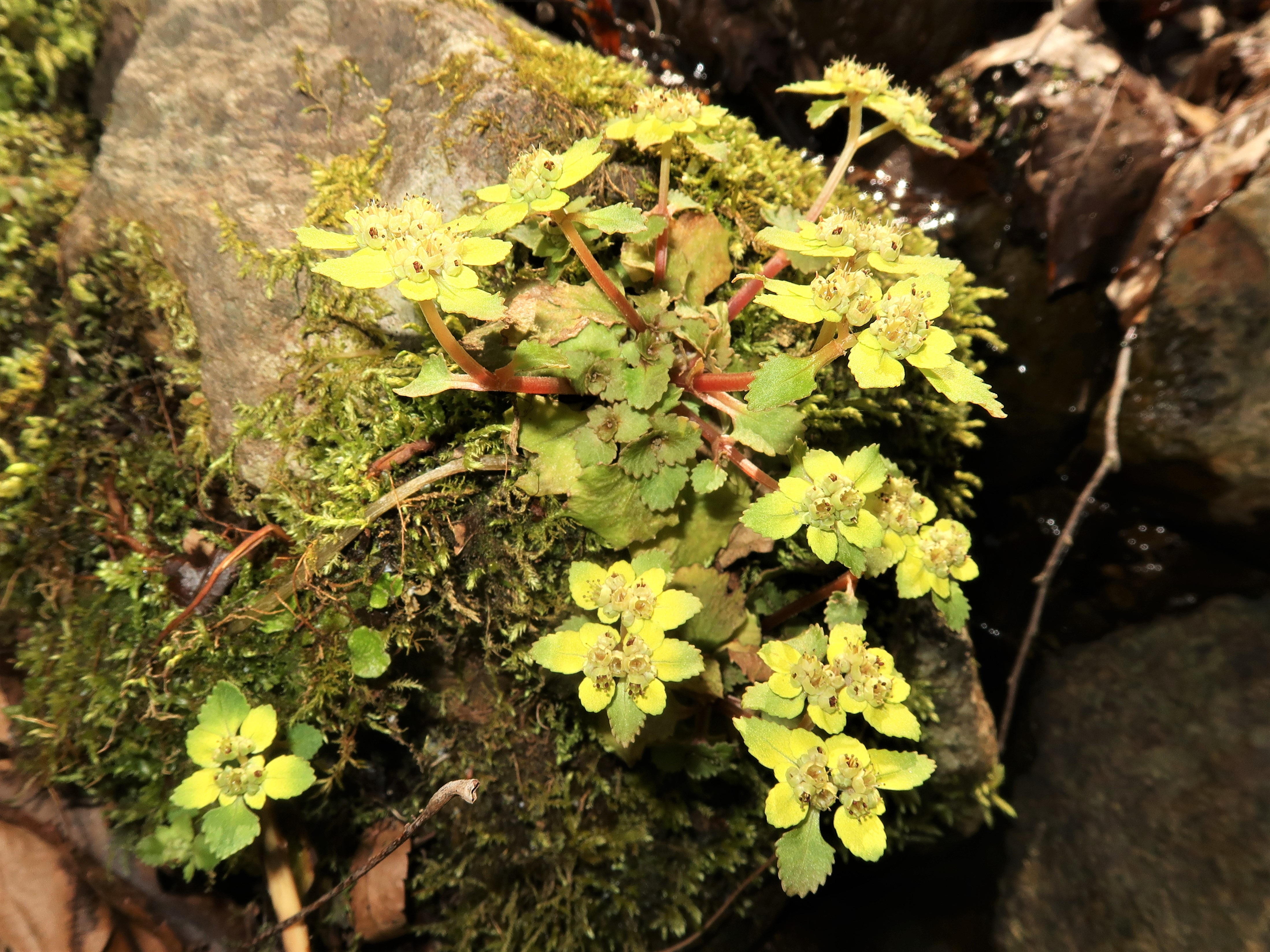
ホクリクネコノメ 福島県会津地方 2020年4月上旬
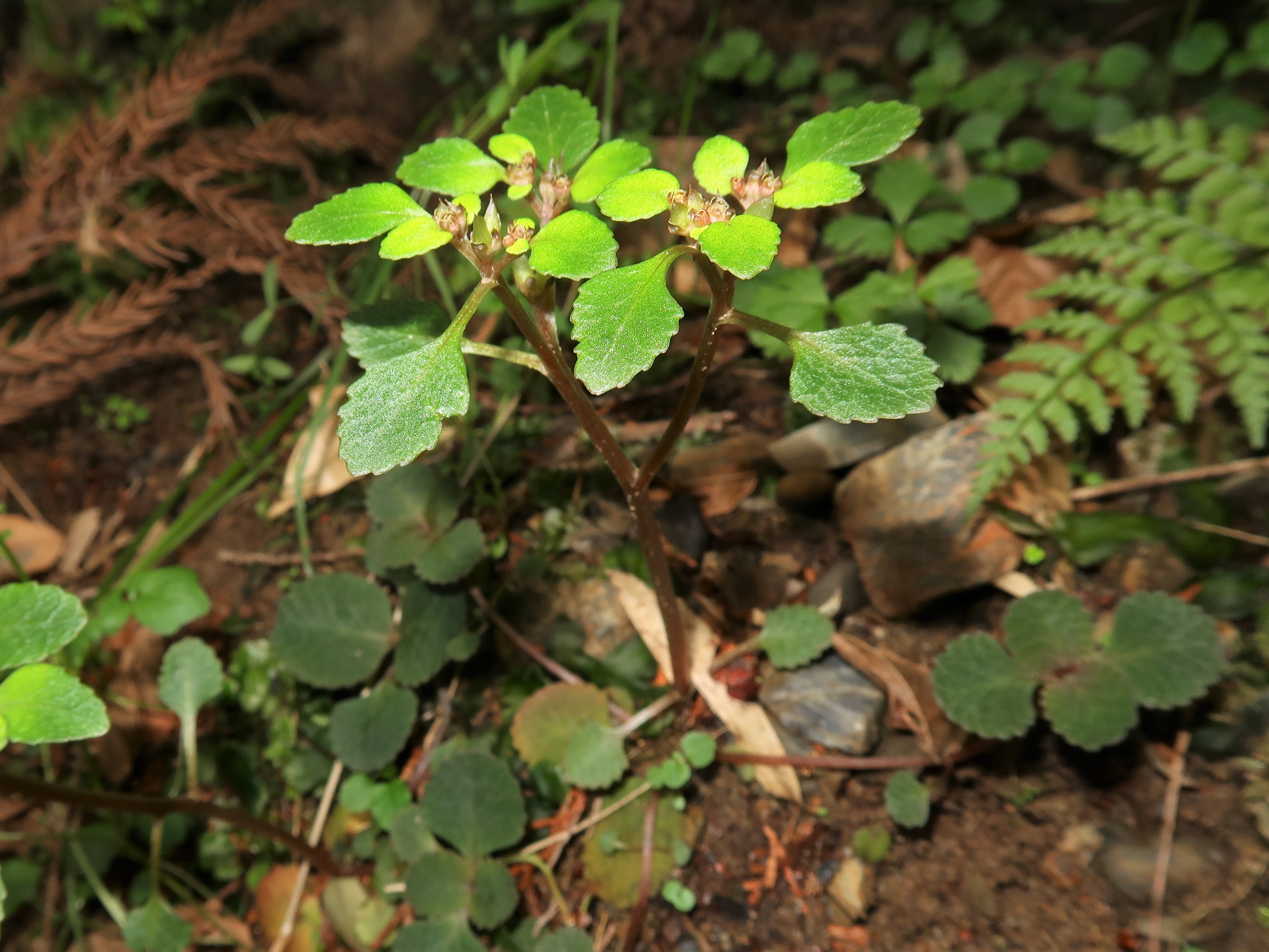
ボタンネコノメソウ 岐阜県美濃市 2018年4月中旬
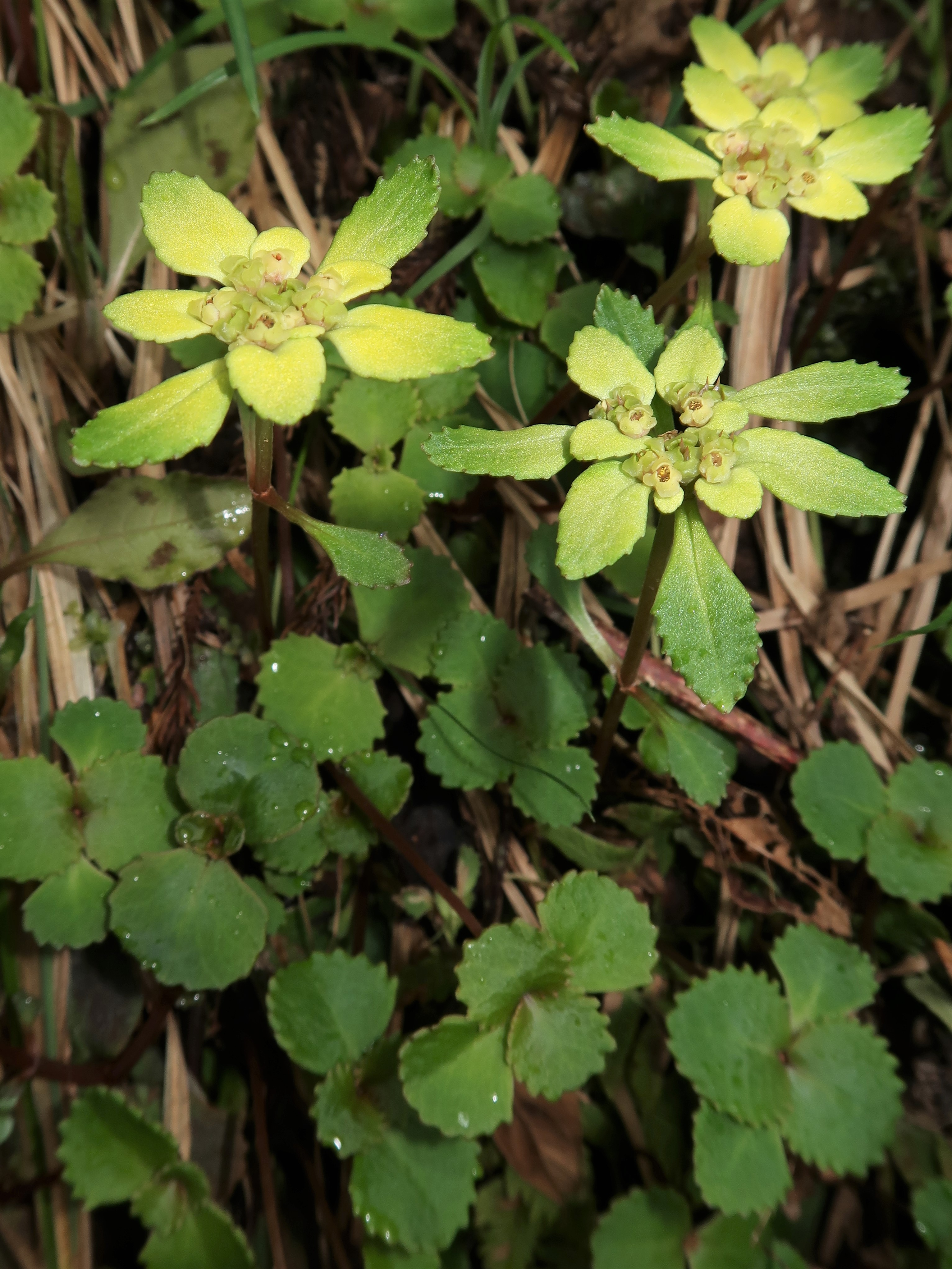
ヒダボタン 岐阜県郡上市 2018年4月中旬